# اچ‌ام‌اس چیم (۱۹۱۹)
اچ‌ام‌اس چیم (۱۹۱۹) (به انگلیسی: HMS Cheam (1919)) یک کشتی بود که طول آن ۲۳۱ فوت (۷۰ متر) بود. این کشتی در سال ۱۹۱۹ ساخته شد.